# Monhystera tenuissima
Monhystera tenuissima är en rundmaskart som beskrevs av Goffart 1950. Monhystera tenuissima ingår i släktet Monhystera och familjen Monhysteridae. Inga underarter finns listade i Catalogue of Life.